# АБС-пластик
АБС-пла́стик (Акрилонітрилбутадієнстирол) — термопластичний листовий конструкційний матеріал. Температура склування становить близько 105 °C. АБС-пластик є аморфним матеріалом, а отже, не має визначеної температури плавлення. Матеріал має підвищену ударостійкість і пружність.

## Застосування
АБС-пластик використовується для великосерійного (до 10—20 тисяч одиниць на рік) будівництва дрібних, в основному довжиною до 3,5 м, веслярських і вітрильних човнів, виготовлення корпусів електрощитів, як ущільнювач металопластикових вікон. Секції зовнішніх і внутрішніх корпусів човна двокорпусної конструкції виготовляються методом термовакуумного формування. Повний час виготовлення секції 6 — 12 хв. З'єднання секцій здійснюється зварюванням гарячим повітрям за температури 220–230 °C або склеюванням синтетичними клеями.
АБС-пластик застосовують також як матеріал для 3D-принтерів, які набувають все більшого поширення.

## Властивості
- Непрозорий (хоча є і прозора модифікація — MABS) матеріал жовтого відтінку. Забарвлюється у різні кольори.
- Нетоксичність у нормальних умовах
- Довговічність без прямих сонячних променів і ультрафіолету[2]
- Стійкість до лугів, азотної кислоти та засобів для миття
- Вологостійкість
- Стійкість до олив і мастил
- Кислотостійкість
- Теплостійкість 103 ° C (до 113 ° C у модифікованих марок)
- Широкий діапазон експлуатаційних температур (від -40 °C до +90 °C)
- Розчиняється у складних ефірах, кетонах, 1,2-дихлоретані, ацетоні, етилацетаті[2]
- Щільність — 1,02-1,06 г/см³
- Температура плавлення від 200 до 240 °C
- Температура застигання від 90 до 125 °C

## Небезпека для людини
АБС-пластик є, здебільшого, безпечним матеріалом. Справжня небезпека, яку може представляти АБС-пластик для людини, може виникнути в декількох випадках:
- Під час нагрівання в ході виробництва (для формування або екструзії, а також в 3D-друку) утворюються пари акрилонітрилу, які є отруйними. Існує побоювання, що акрилонітрил може бути канцерогеном для людини. Бутадієн є відомим канцерогеном. Стирол теж має канцерогенні властивості.[3] Тому необхідними є спеціальні закриті ящики з потужними витяжками і віддаленим керуванням процесом. Набагато безпечніше утриматися від використання АБС-пластику для виготовлення прототипів за технологією 3D-друку. Найкраще для цієї мети використовувати більш безпечний PLA-пластик (полілактид).
- АБС-пластик може використовуватися для зберігання холодної їжі. Але алкоголь може призвести до реакції, подібної нагріву і почне виділятися стирол.
- Недопустиме використання АБС-пластику у взаємодії з біоматеріалом.